# Campeonato Mundial de Natação em Piscina Curta de 2014 - 400 m livre feminino
A prova dos 400 metros nado livre feminino do Campeonato Mundial de Natação em Piscina Curta de 2014 foi disputado em 5 de dezembro no Centro Aquático Aspire Sports Complex em Doha.

## Recordes
Antes desta competição, os recordes mundiais e do campeonato nesta prova eram os seguintes:
|    | Nome            | Nacionalidade  | Tempo   | Local  | Data                   |
| -- | --------------- | -------------- | ------- | ------ | ---------------------- |
| WR | Mireia Belmonte | Espanha        | 3:54.52 | Berlim | 11 de agosto de 2013   |
| CR | Katie Hoff      | Estados Unidos | 3:57.07 | Dubai  | 17 de dezembro de 2010 |

## Medalhistas
| Ouro                  | Prata                       | Bronze            |
| Mireia Belmonte (ESP) | Sharon van Rouwendaal (NED) | Zhang Yufei (CHN) |

## Resultados

### Eliminatórias
As eliminatórias ocorreram dia 5 de dezembro.  
| Colocação | Bateria | Raia | Nome                  | Nacionalidade          | Tempo   | Notas |
| --------- | ------- | ---- | --------------------- | ---------------------- | ------- | ----- |
| 1         | 6       | 4    | Mireia Belmonte       | Espanha                | 4:00.29 | Q     |
| 2         | 5       | 4    | Sharon van Rouwendaal | Países Baixos          | 4:00.60 | Q     |
| 3         | 5       | 8    | Zhang Yufei           | China                  | 4:00.86 | Q, AS |
| 4         | 6       | 6    | Elizabeth Beisel      | Estados Unidos         | 4:01.33 | Q     |
| 5         | 5       | 3    | Jazmin Carlin         | Reino Unido            | 4:01.37 | Q     |
| 6         | 5       | 5    | Chihiro Igarashi      | Japão                  | 4:01.72 | Q     |
| 7         | 5       | 6    | Leah Neale            | Austrália              | 4:02.03 | Q     |
| 8         | 6       | 9    | Boglárka Kapás        | Hungria                | 4:02.30 | Q     |
| 9         | 4       | 3    | Lindsay Vrooman       | Estados Unidos         | 4:02.63 |       |
| 10        | 5       | 1    | Kylie Palmer          | Austrália              | 4:02.86 |       |
| 11        | 6       | 2    | Sarah Köhler          | Alemanha               | 4:03.59 |       |
| 12        | 6       | 7    | Hannah Miley          | Reino Unido            | 4:03.82 |       |
| 13        | 4       | 5    | Anja Klinar           | Eslovênia              | 4:04.24 |       |
| 14        | 5       | 0    | Julie Lauridsen       | Dinamarca              | 4:04.88 |       |
| 15        | 4       | 4    | Chiara Masini         | Itália                 | 4:05.01 |       |
| 16        | 4       | 1    | Emily Overholt        | Canadá                 | 4:06.44 |       |
| 17        | 6       | 3    | Cao Yue               | China                  | 4:06.88 |       |
| 18        | 4       | 2    | Jéssica Cavalheiro    | Brasil                 | 4:07.19 |       |
| 19        | 4       | 7    | Gaja Natlačen         | Eslovênia              | 4:07.68 |       |
| 20        | 4       | 6    | Asami Chida           | Japão                  | 4:07.70 |       |
| 21        | 5       | 7    | Leonie Beck           | Alemanha               | 4:08.15 |       |
| 22        | 6       | 1    | Julia Hassler         | Liechtenstein          | 4:08.69 |       |
| 23        | 4       | 8    | Manuella Lyrio        | Brasil                 | 4:08.73 |       |
| 24        | 3       | 6    | Ayumi Macias          | México                 | 4:09.76 |       |
| 25        | 2       | 7    | Nguyễn Thị Ánh Viên   | Vietname               | 4:09.80 |       |
| 26        | 3       | 4    | Claudia Hufnagl       | Áustria                | 4:11.07 |       |
| 27        | 3       | 3    | Inga Cryer            | Islândia               | 4:11.61 |       |
| 28        | 3       | 5    | Monique Olivier       | Luxemburgo             | 4:11.96 |       |
| 29        | 4       | 0    | Yana Martynova        | Rússia                 | 4:12.35 |       |
| 29        | 4       | 9    | Samantha Arevalo      | Equador                | 4:12.35 |       |
| 31        | 5       | 9    | Joanna Evans          | Bahamas                | 4:13.83 |       |
| 32        | 6       | 0    | Elena Sokolova        | Rússia                 | 4:14.17 |       |
| 33        | 2       | 2    | Valerie Gruest        | Guatemala              | 4:14.75 |       |
| 34        | 3       | 2    | Montserrat Ortuno     | México                 | 4:15.49 |       |
| 35        | 3       | 1    | Elisbet Gamez         | Cuba                   | 4:17.51 |       |
| 36        | 3       | 8    | Veronika Kolníková    | Eslováquia             | 4:19.88 |       |
| 37        | 2       | 3    | Tuana Bahtoğl         | Turquia                | 4:20.92 |       |
| 38        | 2       | 5    | Daniela Miyahara      | Peru                   | 4:22.39 |       |
| 39        | 2       | 1    | Lani Cabrera          | Barbados               | 4:23.22 |       |
| 40        | 3       | 0    | Erika García          | Peru                   | 4:23.44 |       |
| 41        | 2       | 6    | Malavika Vishwanath   | Índia                  | 4:24.19 |       |
| 42        | 3       | 7    | Esra Kaçmaz           | Turquia                | 4:26.15 |       |
| 43        | 2       | 4    | Cecilia Eystrudal     | Ilhas Feroé            | 4:27.03 |       |
| 44        | 3       | 9    | Rebeca Quinteros      | El Salvador            | 4:28.84 |       |
| 45        | 2       | 8    | Elena Giovanni        | San Marino             | 4:29.13 |       |
| 46        | 1       | 4    | Yara Lima             | Angola                 | 4:33.79 |       |
| 47        | 2       | 0    | Anusha Sanjeev        | Índia                  | 4:35.47 |       |
| 48        | 1       | 5    | San Khant Khant Su    | Myanmar                | 4:43.19 |       |
| 49        | 1       | 3    | Meryem Bada           | Marrocos               | 4:44.50 |       |
| 50        | 1       | 6    | Victoria Chentsova    | Marianas Setentrionais | 4:47.05 |       |
| 51        | 1       | 7    | Diana Basho           | Albânia                | 4:47.52 |       |
| 52        | 1       | 2    | Samantha Roberts      | Antígua e Barbuda      | 4:59.52 |       |
| 53        | 1       | 1    | Chamodi de Fonseka    | Sri Lanka              | 5:01.43 |       |
| —         | 2       | 9    | Elisa Bernardi        | San Marino             |         | DNS   |
| —         | 5       | 2    | Rieneke Terink        | Países Baixos          |         | DNS   |
| —         | 6       | 5    | Katinka Hosszú        | Hungria                |         | DNS   |
| —         | 6       | 8    | Bianchi Carli         | Itália                 |         | DNS   |

### Final
A final teve sua disputa realizada em 5 de dezembro. 
| Colocação         | Raia | Nome                  | Nacionalidade  | Tempo   | Notas |
| ----------------- | ---- | --------------------- | -------------- | ------- | ----- |
| Medalha de ouro   | 4    | Mireia Belmonte       | Espanha        | 3:55.76 | CR    |
| Medalha de prata  | 5    | Sharon van Rouwendaal | Países Baixos  | 3:57.76 |       |
| Medalha de bronze | 3    | Zhang Yufei           | China          | 3:59.51 | AS    |
| 4                 | 7    | Chihiro Igarashi      | Japão          | 3:59.59 |       |
| 5                 | 8    | Boglárka Kapás        | Hungria        | 4:00.27 |       |
| 6                 | 2    | Jazmin Carlin         | Reino Unido    | 4:02.32 |       |
| 7                 | 6    | Elizabeth Beisel      | Estados Unidos | 4:03.83 |       |
| 8                 | 1    | Leah Neale            | Austrália      | 4:06.45 |       |

Legenda
| Recorde mundial       | Recorde mundial (World record)               |                       | Recorde africano                      | Recorde africano (African) |                                           | Q | Classificado por posição (Qualified) |
| Recorde do campeonato | Recorde do campeonato (Championship record)  | Recorde da América    | Recorde da América (Americas)         | q                          | Classificado por melhor tempo (Qualified) |   |                                      |
| Melhor marca do ano   | Melhor marca do ano (World leading)          | Recorde asiático      | Recorde asiático (Asian)              | DNS                        | Não largou (Did not start)                |   |                                      |
| Recorde nacional      | Recorde nacional (National record)           | Recorde europeu       | Recorde europeu (European)            | DNF                        | Não terminou (Did not finish)             |   |                                      |
| Recorde pessoal       | Recorde pessoal do atleta (Personal best)    | Recorde da Oceania    | Recorde da Oceania (Oceania)          | DSQ / DQ                   | Desclassificado (Disqualified)            |   |                                      |
| Recorde da temporada  | Recorde da temporada do atleta (Season best) | Recorde sul-americano | Recorde sul-americano (South America) | NM                         | Sem marca (No mark)                       |   |                                      |